# 馬步衢
馬步（？—1832年12月24日），福建臺灣府人。為清朝武官，曾擔任臺灣北路協左營外委、把總、鎮標左營千總。道光十二年（1832年）張丙事件爆發時，曾與嘉義縣丞方振聲、屬千總陳玉威等人率領軍隊防堵張丙勢力，但仍兵敗被殺。死後被追贈為游擊，入祀京師昭忠祠，賞騎都尉世職，謚剛烈。

## 生平
馬步衢曾於嘉慶八年（1803年）由行伍選為臺灣北路協左營外委，嘉慶十二年（1807年），擢升為右哨頭司把總。道光三年（1823年），升官成為鎮標左營千總，後於道光六年（1826年）因拘捕械鬥領導人而被加賞守備的頭銜。
道光十二年（1832年）九月，嘉義地區的張丙等人起事，馬步衢奉命防守斗六門。但其兵力單薄，因此向嘉義都司許荊山求助。張丙轉戰嘉南時，馬步衢於營區內建造土牆、竹圍，開挖壕溝，以備不時之需。
馬步衢看見起事群眾十分覬覦斗六門，便命令監生張彩五（人稱張紅頭）招募鄉勇二百名備用，以抵抗張丙。但張彩五不答應，馬步衢便罵他「坐觀成敗」，還說等事件平定後一定會追究他的責任。張彩五心懷怨恨，便在十月二十七日與梁辦合攻斗六門軍營。馬步衢等人力守營區，曾先後擊斃約200名起事群眾。張彩五後令族人張成為「大元帥」，藉此聚集群眾，幫助張丙等人。
十一月初三日，起事首領黃城前來攻擊，但許荊山趁夜砍掉營區內的竹圍後逃跑，馬步衢、方振聲、陳玉威等人在城內死守20餘日，糧食已用盡。當時有陳馬等人勸馬步衢逃跑，其不答應，立志死守。馬步衢與方振聲等人知道難抵禦民軍，便囑告家屬逃生。方振聲之繼妻、幕友、幕友之次子、僕人，以及陳玉威之妻皆希望一同生死。馬步衢等人遂撰寫草稟，並在稟內寫出願意殉難之人士姓名，命令陳玉威之子陳繼昌改裝易服，到臺灣鎮總兵劉廷斌那邊投遞。之後黃城攻進斗六門，方振聲、馬步衢眼見情勢危急，便收集剩餘的火藥試圖自焚，但因火藥量少而沒有死亡，後被民軍割掉舌頭、「含血以噴」，將其殺害，死後屍體被剁成肉醬。

## 後續發展與紀念
許荊山逃跑後，劉廷斌稟告許荊山追出土圍，被起事民眾梁辦追趕，不知下落。但在當日受傷的兩名士兵供出，許荊山實際上是挖開竹圍、帶兵逃走，並無被梁辦追趕之事。瑚松額、閩浙總督程祖洛等人通知各地官員將許荊山抓獲：「死則銼屍示眾，生即明正典刑，以彰國法。」。許荊山以及張紅頭在瑚松額等人的追緝下迅速被逮捕，許荊山與起事民眾張丙、陳連、陳辦、詹通一同被押送至京城。
事件平定後，方振聲被追贈為知府，謚義烈，賞騎都尉世職；馬步衢被追贈為游擊，謚剛烈；賞騎都尉世職；陳玉威被追贈為都司，謚勇烈，賞雲騎尉世職，三人皆入祀京師昭忠祠。方振聲之妻張氏被追贈為淑人；陳玉威之妻唐氏被追贈為恭人，均謚節烈，並建立牌坊表彰。幕友沈志勇賞六品頂戴；沈志勇之子沈聯輝賞七品頂戴，均對其頭銜給予議恤，後於斗六興建專祠。